# Haus Wasa

Wappen der Familie Wasa

Königliches Wappen des Geschlechts der Wasa

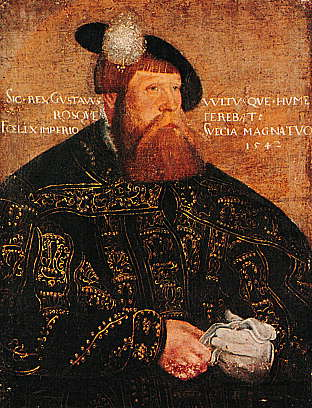
Gustav I. Wasa (Gemälde von Jakob Bink 1542)

Das Haus Wasa (schwedisch Vasa, polnisch Waza, finnisch Vaasa) war Königsdynastie Schwedens von 1521 bis 1654 und in einer älteren Linie die Polens von 1587 bis 1668. Das Symbol der Dynastie war eine Ährengarbe (schwedisch: vase). Dass diese Garbe in königlich schwedischen Wappen sehr oft einer (Blumen-)Vase mit Henkeln ähnelnd ausgestaltet ist, beruht auf einem Wortspiel mit schwedisch vas (deutsch „Vase“).

## Geschichte
Die schwedische Familie Wasa stellte mit Gustav Eriksson, dem späteren Gustav I. Wasa, nach der Trennung von Dänemark den ersten König des wieder eigenständigen Schweden nach dem Ende der Kalmarer Union mit Dänemark. Dieses Königtum war unter seinen Nachkommen erblich. Sie stellten insgesamt sieben Könige von Schweden:
- Gustav I. Wasa, 1521–1560
- Erik XIV., 1560–1568
- Johann III., 1568–1592
- Sigismund (III. in Polen), 1592–1599
- Karl IX., 1599–1611
- Gustav II. Adolf, 1611–1632
- Christina I., 1632–1654

Johann III. heiratete Prinzessin Katharina Jagiellonica von Polen und verband das polnisch-litauische Königshaus der Jagiellonen mit dem schwedischen. Von ihm stammte die ältere, polnische Linie des Hauses Wasa ab, die drei polnische Herrscher stellte:
- Sigismund III. Wasa, 1587–1632
- Władysław IV. Wasa, 1632–1648
- Johann II. Kasimir, 1648–1668

Mit ihrem bedeutendsten Vertreter, Gustav II. Adolf, starb die jüngere und bekanntere schwedische Linie des Hauses Wasa 1632 im Mannesstamm und mit seiner Tochter Christina 1689 auch in weiblicher Linie aus. Die älteste Linie war schon mit Eriks XIV. Sohn Gustav 1607 ausgestorben. Die mittlere Linie, welche mit Johanns III. Sohn Sigismund 1587 den polnischen Thron bestiegen, den schwedischen aber 1599 verloren hatte, starb 1672 mit Johann II. Kasimir aus.
In Schweden erlangte nach dem Thronverzicht Königin Christinas im Jahr 1654 das Haus Pfalz-Zweibrücken-Kleeburg, ein Zweig der Wittelsbacher, der in weiblicher Linie vom Haus Wasa abstammte, mit Karl X. Gustav 1654 die Königswürde. In Polen begann mit Johann II. Kasimir der Niedergang des Landes, das durch Kriege gegen das Osmanische Reich, Russland, Brandenburg-Preußen, Siebenbürgen, die Saporogerkosaken und Schweden sozial, wirtschaftlich und politisch beträchtlich geschwächt wurde. Innenpolitisch wurde zum ersten Mal im Jahr 1652 im polnischen Sejm das Liberum Veto gegen einen Parlamentsbeschluss eingesetzt. Der Sejm konnte damit nur noch einstimmig Beschlüsse fassen, was faktisch unmöglich war. 1657 und 1660 wurde dem Herzogtum Preußen die Souveränität gewährt, aus dem sich später das Königreich Preußen entwickelte. Der Waffenstillstand von Andrussowo 1667 mit Russland kostete riesige Gebiete. Städte wie Smolensk und Kiew sowie die Ukraine bis zum Dnepr wurden russisch. Schon ein Jahr später, nach Johann Kasimirs Abdankung, bestieg Fürst Michael Wiśniowiecki den polnischen Königsthron. Die in Schweden abgedankte Christina, nunmehr Katholikin, hegte eine Zeitlang Pläne, sich als Kandidatin bei der polnischen Königswahl aufstellen zu lassen. Der letzte männliche Wasa, Johann II. Kasimir, starb 1672 in Frankreich und hinterließ ein durch Kriege zerstörtes, abgewirtschaftetes Land.

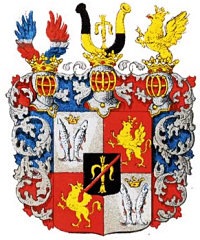
Wappen der Bastardlinie Wasaburg

Nachkommen der Wasas in weiblicher Linie (zuerst die pfälzischen Wittelsbacher, später die Dynastie Holstein-Gottorp) regierten in Schweden bis 1818. Die letzte Fürstin, die sich Prinzessin von Wasa nannte, war Königin Carola von Sachsen (1833–1907), Gemahlin des Königs Albert von Sachsen und Enkelin des im Jahre 1809 entthronten Schwedenkönigs Gustav IV. Adolf. Aber auch die heutigen Monarchen aus dem Haus Bernadotte stammen durch Viktoria, geb. Prinzessin von Baden, Gemahlin Gustavs V. und Urgroßmutter des heutigen Königs, von den Wasa ab, da sie in weiblicher Linie eine Nachkommin Gustavs IV. Adolf war.

## Weitere Mitglieder der Familie
- Anna Wasa († 1625), Prinzessin von Schweden
- Ebba Eriksdotter Wasa (≈1491–1549), schwedische Adelige
- Johann Albert Wasa (polnisch: Jan Olbracht Waza) (1612–1634), Prinz von Polen
- Karl Ferdinand Wasa (polnisch: Karol Ferdynand Waza) (1613–1655), Prinz von Polen, Fürstbischof von Breslau und Bischof von Płock
- Magnus Gustavsson Wasa (1542–1595), schwedischer Prinz und Herzog von Östergötland
- Margaret Eriksdotter Wasa (1497–1536), schwedische Adlige und Schwester König Gustavs I. von Schweden